# Gót háború (535–554)
A gót háború a Bizánci Birodalom és az itáliai Osztrogót Királyság között zajlott 535 és 554 között az Itáliai-félszigeten, a környező szigeteken és Dalmáciában. A háború azon hódítások sorába tartozott, melyekkel I. Iusztinianosz császár igyekezett visszaszerezni azoknak a területeknek egy részét, amelyek az előző évszázadok során a barbárok uralma alá kerültek. Ezt megelőzően a Vandál Királyságot sikerült megdöntenie és visszahódítania Észak-Afrikát.
A háború két szakaszra osztható. Az 535-től 540-ig tartó részében a Belisarius vezette bizánci csapatok meghódították Itália Pótól délre eső részét és elfoglalták az osztrogót fővárost, Ravennát. A gót állam az összeomlás határára került. A második, 540/541-től 553-ig tartó szakaszban a perzsa háború miatt visszahívták Belisariust és csapatai jelentős részét és a Totila vezette gótok ezt kihasználva visszafoglalták szinte egész Itáliát. 552-ben a császár Narszész hadvezérre bízott egy jelentős hadsereget, amellyel megsemmisítette a maradék osztrogót erőket, és az 553-ban Észak-Itáliába betörő frankokat és alemannokat is. 
Iusztinianosz 554-ben kiadta pragmatica sanctio ("gyakorlati intézkedések") c. rendeletét, melyben Itáliát betagozta a birodalmába. Észak-Itáliában néhány város még ellenállt, de 562-re valamennyien kapituláltak. A háború (valamint a pestisjárvány és az éghajlat lehűlése) elpusztította Itália gazdaságát és megtizedelte lakosságát, így a birodalom nem tudta megállítani az 568-ban betörő longobárdokat, akik meghódították a félsziget jelentős részét.

## Előzmények

### Az itáliai osztrogót királyság
476-ban Odoacer megbuktatta Romulus Augustulus császárt és a Nyugatrómai Birodalom (amely akkor már javarészt csak Itáliára korlátozódott) végleg megszűnt. Bár Odoacer elismerte Zénón keletrómai (bizánci) császár névleges fennhatóságát, független politikája és növekvő ereje miatt Konstantinápoly szemében fenyegetést jelentett. Zénón szövetségesi (foederati) kapcsolatot létesített a Balkánra magukat befészkelő osztrogótokkal és vezérükkel, Theoderickel, hogy egyfajta ütközőállamot hozzon létre Odoacer és maga között. Mivel a feszültség továbbra is fennmaradt, utasította Theodericet, hogy a birodalom képviselőjeként távolítsa el Odoacert. Theoderic le is győzte ellenfelét (saját kezűleg vágta le egy lakomán) és Itália az osztrogótok uralma alá került. A gót király és Zénón (illetve utódja, Anasztasziosz) megállapodása értelmében Itáliát és népét a birodalom részének tekintették, Theoderic pedig a császár képviselőjeként kormányzott katonai főparancsnoki (magister militum) tisztségében. A megállapodást Theoderic lelkiismeretesen betartotta; a kizárólag rómaiak által működtetett polgári közigazgatásban megmaradt a korábbi rendszer, a törvényhozás pedig a császár hatáskörében maradt. A hadsereg viszont csak gótokból állt, akiket törzsi vezetőik és fejedelmeik irányítottak. A rómaiak és a gótok vallásuk szerint is elkülönültek: az előbbiek katolikusok (a khalkédóni hitvallást követők), míg az utóbbiak ariánus keresztények voltak. A vandáloktól vagy a vizigótoktól eltérően az osztrogótok tolerálták római alattvalóik eltérő vallását. Ez a kettős rendszer jól működött Theoderic hozzáértő vezetése alatt, aki kiegyezett a római arisztokráciával, de kései éveiben már kezdett akadozni; utódai alatt pedig teljesen összeomlott.
I. Iusztinosz császár trónra lépésekor megszüntette a római és konstantinápolyi egyház közötti támadt akakioszi egyházszakadást és a vallási egység helyreállásával az itáliai arisztokrácia több tagja szorgalmazni kezdte a Konstantinápollyal való kötelékek szorosabbra húzását; nem kis mértékben a gót uralom háttérbe szorítása érdekében. Az sem növelte lojalitásukat a gótok irányában, amikor Theoderic 524-ben lefogatta és kivégeztette a tekintélyes Boethiust és apósát. Amikor Theoderic 526 augusztusában meghalt, 10 éves unokája, Athalaric követte a trónon, aki helyett anyja, Amalasuntha kormányzott régensként. Amalasuntha római módon nevelte a fiát és próbálta megbékíteni a római arisztokratákat. Ezzel azonban maga ellen fordította a gót főnemességet, akik összeesküvést szőttek ellene. A királynő az összeesküvők közül hármat kivégeztetett, és levélben fordult az új császárhoz, I. Iusztinianoszhoz, amelyben menedéket kért tőle arra az esetre, ha elűznék.

### A Vandál Királyság annektálása

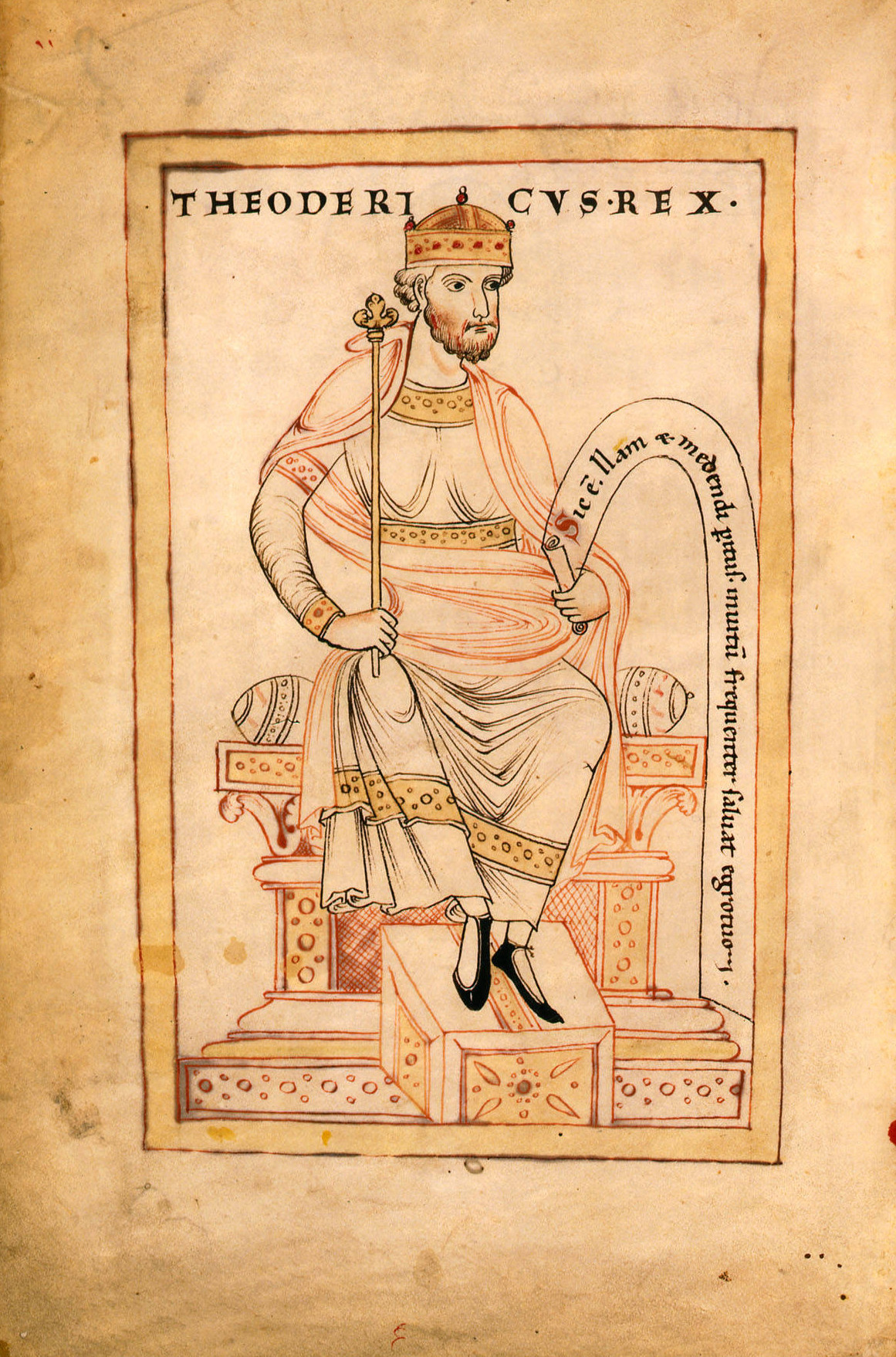
Theoderic

530-ban Gelimer került az észak-afrikai Vandál Királyság élére, aki elődjétől eltérően üldözni kezdte az ortodox keresztényeket, Iusztinianosz császár közvetítési próbálkozását pedig durván elutasította. 533-ban, a perzsa háború lezárását követően a császár hadjáratot indított a vandálok ellen, amelynek vezetését legtehetségesebb hadvezérére, Flavius Belisariusra bízta. A vandál uralom váratlanul gyorsan, szinte egy győztes csatát követően összeomlott, a siker pedig meggyőzte Iusztinianoszt, hogy hasonló módon visszaszerezheti a Birodalom többi, barbár uralom alá került provinciáját is. A vandál háborúban az osztrogótok Konstantinápoly szövetségesei voltak és rendelkezésükre bocsátották szicíliai kikötőiket.
534-ben meghalt Athalaric, Amalasuntha pedig társuralkodóként maga mellé vette unokatestvérét, Theodahadot. Ő azonban őrizetbe vétette a királynőt, 535 tavaszán pedig megölette. Iusztinianosz követei révén megpróbálta kimenekíteni Amalasunthát és halála most megfelelő casus bellit szolgáltatott a számára, hogy hadat üzenjen a gótoknak.
A hadműveletek főparancsnokává (sztratégosz autokratór) ismét Belisariust nevezte ki. Ezzel egyidejűleg utasította Mundust, Illyricum magister militumát hogy szállja meg az osztrogót fennhatóság alatt lévő Dalmáciát. Belisarius csak 7500 embert kapott, ami jóval kevesebb volt, mint amennyivel partra szállhatott Észak-Afrikában; pedig az osztrogótok katonailag erősebbek voltak a vandáloknál. Az előkészületeket titokban tartották, a császár pedig előzetesen arannyal igyekezett megvásárolni a frankok semlegességét.

## Az első bizánci hadjárat (535–540)

### Szicília és Dalmácia megszállása

A háború első öt évének hadmozdulatai

Belisarius Szicílián szállt partra, amelynek római lakossága felszabadítóként tekintett rá. A szigetet sikerült gyorsan elfoglalnia, egyedül Panorus (Palermo) gót helyőrsége nem volt hajlandó letenni a fegyvert, de december végére ők is megadták magukat. Belisarius felkészült az Itáliába való átkelésre. Eközben Theodahad követséget küldött Iusztinianoszhoz és felajánlotta, hogy a császár vazallusa lesz és odaadja Szicíliát, később pedig egész Itáliát.
536 márciusában Mundus bevonult Dalmáciába és elfoglalta a provincia fővárosát, Salonát. Nagy gót sereg érkezett ellene és az egyik kisebb összecsapásban Mundus fia, Mauritius is elesett. A döntő összecsapásban Mundus megfutamította a gótokat, de üldözésük közben halálos sebet kapott. A vezérüket vesztett bizánciak kivonultak Dalmáciából, csak Salonában hagytak helyőrséget, de a gótok így is hamar elfoglalták a várost. A felbátorodott Theodahad bebörtönöztette a bizánci követeket. Iusztinianosz Konsztantinianosz személyében újabb főparancsnokot nevezett ki Illíriába (magister militum per Illyricum) azzal az utasítással hogy foglal vissza Dalmáciát. Konsztantinianosz nem vesztegette az időt, de helyzetét megkönnyítette, hogy a gót vezér, Gripas önként kivonult Salonából, melynek falai ekkorra már romokban álltak és a lakossága is gyűlölte a gótokat. A bizánciak visszavették és a várost és kijavították a falait. A gót sereg visszavonult Itáliába és június végére egész Dalmácia bizánci kezekben volt.

### Róma első ostroma

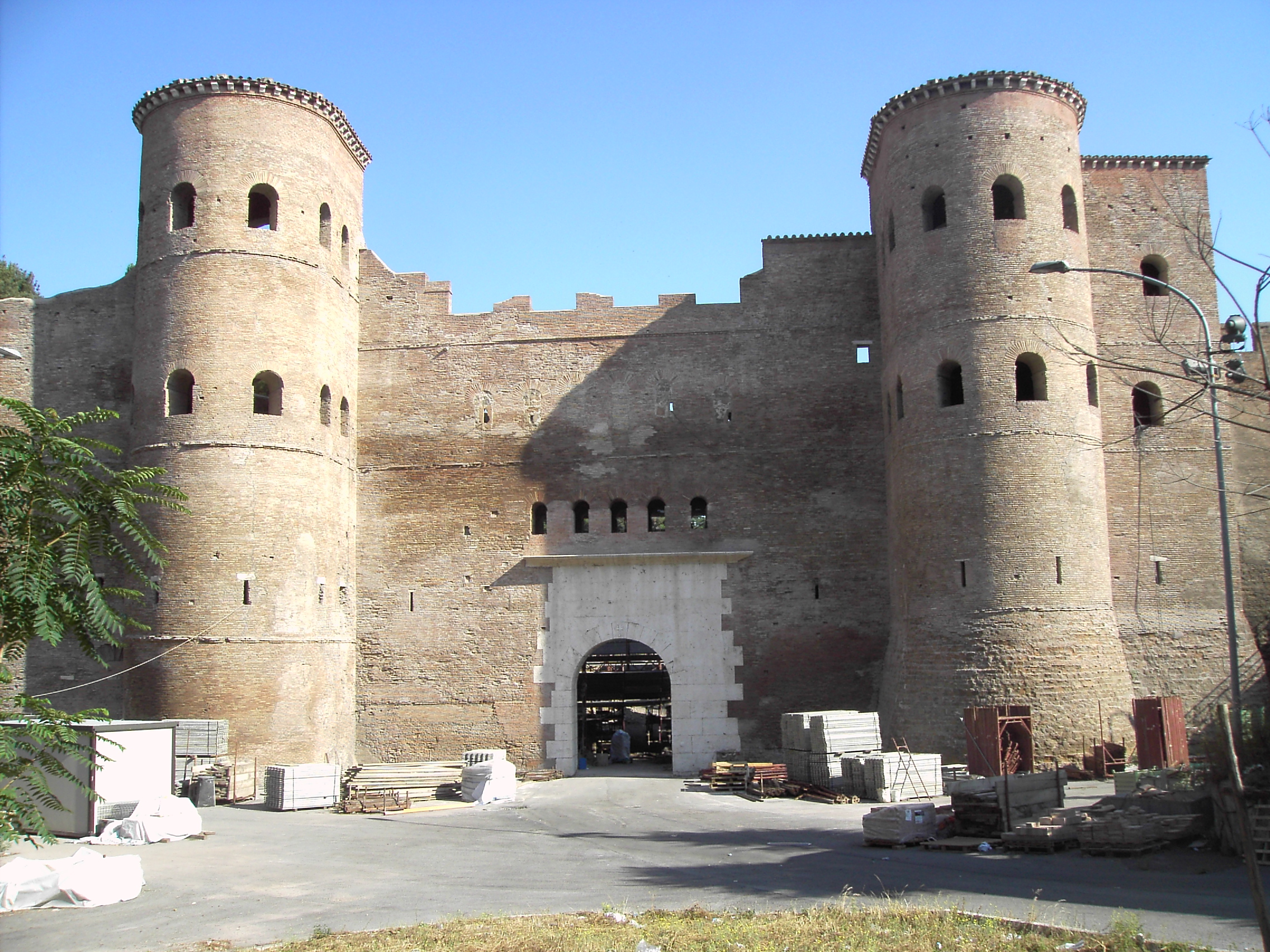
A Porta Asinaria, ahol Belisarius bevonult Rómába.

536 tavaszának végén Belisarius átkelt Itáliába, ahol elfoglalta Rhegiumot, majd északnak fordult. Őszre elérte Nápolyt, melynek lakossága ellenállt. Három héten át ostromolta a várost, míg végül novemberben talált egy titkos bejáratot egy régi vízvezetéken keresztül, ahol becsempészhette a katonáit. Nápoly elesett és Belisarius engedélyezte jelentős részben barbár zsoldosokból álló seregének a szabad rablást. Belisarius folytatta útját észak felé és mikor Rómához ért, a Nápoly sorsából tanuló magisztrátus megnyitotta számára a kapukat. December 9-én ötezer katonájával a Porta Asinarián keresztül bevonult a birodalom régi fővárosába. 
A gót arisztokráciát megdöbbentette a bizánciak gyors, szinte ellenállás nélküli előrenyomulása és Theodahad király tehetetlensége. Nápoly eleste után letaszították a trónról és helyére Vitigest választották meg, aki Rómából Ravennába sietett, helyzete megerősítésére feleségül vette Amalasuntha lányát, Matasunthát és elkezdte összegyűjteni a gót csapatokat. Ezután meglehetősen nagy hadsereggel Rómához vonult, ahol Belisarius, akinek nem volt elegendő katonája egy nyílt csatához, felkészült az ostromra. Róma első ostroma (a háromból ebben a háborúban) 537 márciusától 538 márciusáig tartott. A gótok nem voltak annyian hogy teljesen körbezárják Rómát, amely délről kaphatott utánpótlást. Több kisebb-nagyobb roham és kirohanást követően, miután 537 áprilisában 1600 hun és szláv lovas íjász, novemberben pedig további 5 ezer zsoldos érkezett a védelem megerősítésére. A bizánciak átvették a kezdeményezést. Lovasságukkal elfoglalták a városokat a gótok hátában, a flotta pedig megnehezítette a gót sereg ellátását. Mikor a bizánciak a gót fővárostól, Ravennától alig egynapi járóföldre eső Ariminumot (Rimini) is elfoglalták, Vitiges feladta az ostromot és visszavonult.

### Ariminum ostroma

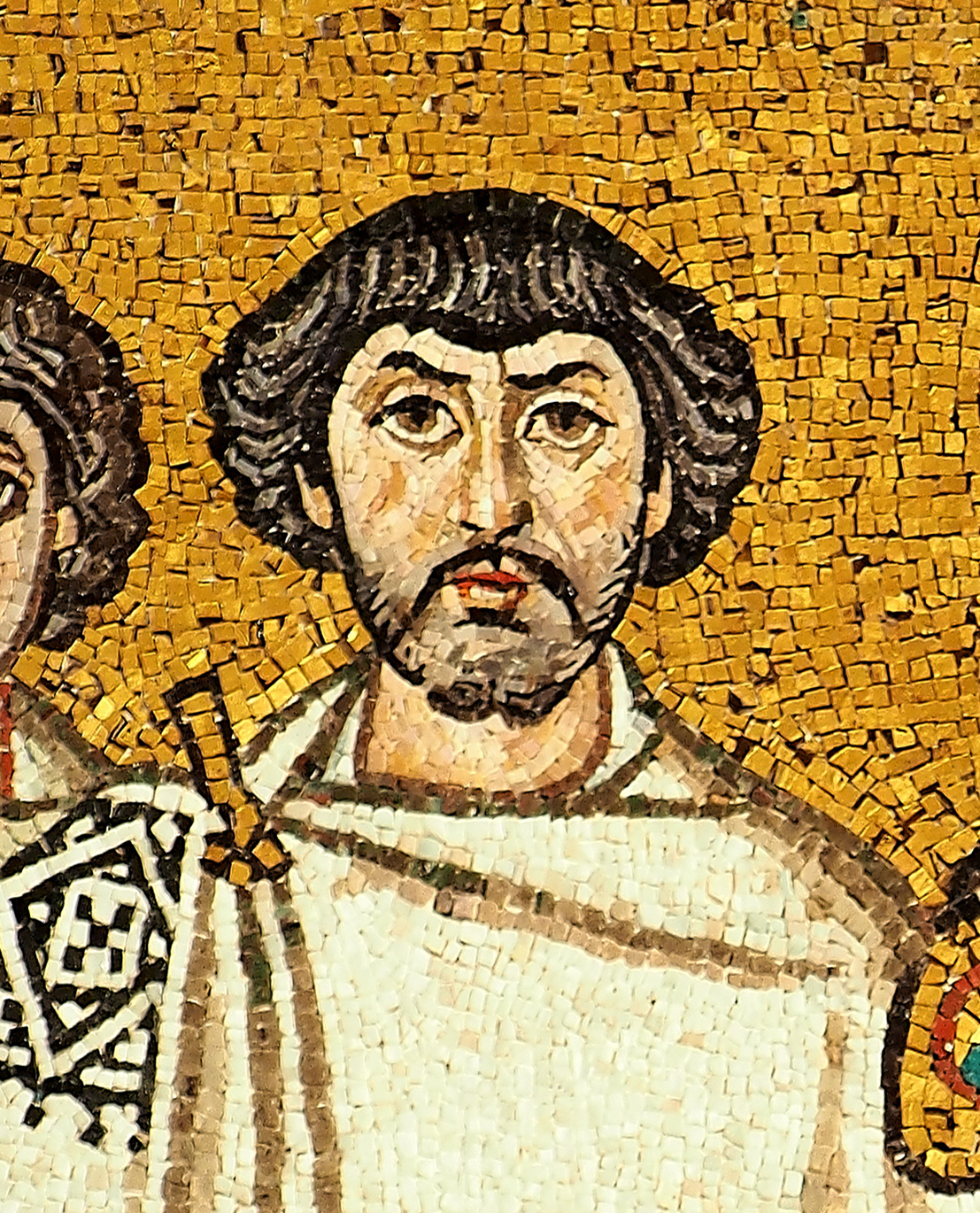
Belisarius

Vitiges északkelet felé haladtában megerősítette a városok és erődök helyőrségét, hogy biztosítsa a hátát, majd megérkezett Ariminum alá. A bizánciak korábban kétezer elit lovassal foglalták el a várost és mivel rájuk másutt is szükség volt, Belisarius gyalogsággal akarta felváltani őket. Parancsnokuk, Ióannész azonban nem engedelmeskedett az utasításnak és Ariminumban maradt. A megérkező gótok megrohamozták a falakat és bár sikerült visszaverni őket, a város nem készült fel egy hosszas ostromra. Ekkor újabb erősítés érkezett Dél-Itáliába kétezer herul zsoldos személyében, akiket az örmény származású eunuch, Narszész vezetett. Belisarius és Narszész haditanácsot tartottak, melyen az utóbbi azonnali felmentő sereg küldését javasolta, míg a főparancsnok inkább az óvatosságra hajlott. Miután Ióannésznek sikerült eljuttatnia hozzájuk egy levelet, amelyben arra figyelmeztette őket, hogy a város bármikor eleshet, Narszész álláspontja győzött. Belisarius három részre osztotta erőit: a tapasztalt és megbízható Ildiger által vezetett kontingens a tengerről támadott volna, Martinusra a dél felől közelítő csapatokat bízta, míg az általa és Narszész által irányított főerő északnyugatról közelített Ariminumhoz. Vitiges idejekorán tudomást szerzett a hadmozdulataikról és attól tartva hogy körülfogják, inkább visszavonult Ravennába.

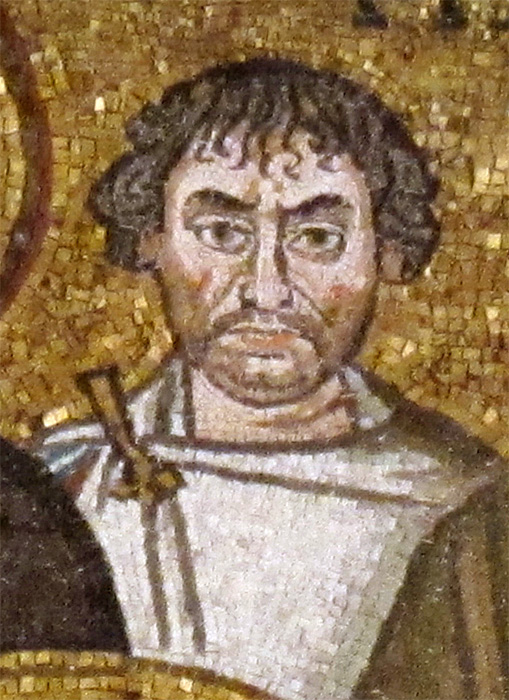
Narszész

Az ariminumi gyors és vértelen győzelem megerősítette Narszész pozícióját és sok bizánci parancsnok – köztük Ióannész – elfordult Belisariustól és szívesebben látták volna őt a főparancsnoki pozícióban. A város felmentése után tartott haditanácson Belisarius azt javasolta, hogy számolják fel a hátukban maradt Auximum (Osimo) erős gót helyőrségét és mentsék fel az ostromlott Mediolanumot. Narszész kiterjedtebb hadműveleteket szeretett volna, többek között Aemilia megszállását. Belisarius nem akarta hogy viszonyuk elmérgesedjen és Narszésszal és Ióannésszel együtt Urbinumhoz vonult. Táboraikat azonban külön verték le és Narszész hamarosan úgy ítélte meg, hogy a várost nem bírják bevenni és inkább visszavonult Ariminumba. Innen küldte Ióannészt Aemiliába, melyet az sikeresen megszállt. Röviddel ezután az Urbinumot vízzel ellátó forrás kiapadt és a város kapitulált.

### Mediolanum
Itália Róma utáni második legnépesebb és leggazdagabb városa, Mediolanum követséget küldött Belisariushoz, hogy segítsen nekik lerázni a gótok igáját. 538 áprilisában Mundilas vezetésével ezer bizánci katona érkezett a városba, amely ellenőrzése alá vonta Mediolanumot, sőt Ticinum (Pavia) kivételével egész Liguriát. Vitiges a frankoktól kért segítséget és hamarosan 10 ezer burgund át is kelt az Alpokon és az Uraias vezette gótokkal együtt ostrom alá vette Mediolanumot. A város nem készült fel az ostromra; nem voltak felhalmozott készletei és a bizánci katonák egy része is a környező városokba és erődökbe volt szétosztva. Belisarius felmentő sereget küldött, de annak vezetői, Martinus és Uliaris elégtelennek érezték az erőiket és erősítésért küldtek az Aemiliában lévő Ióannészhez és a dalmáciai erők parancsnokához, Iusztinoszhoz. Ióhannész és Iusztinosz azonban nem volt hajlandó lépni Narszész parancsa nélkül. Azután Ióhannész megbetegedett és az előkészületek leálltak.
Eközben a hónapok óta ostromlott Mediolanumban éheztek a lakosok. A gótok felajánlották Mundilasnak, hogy meghagyják katonái életét ha feladják a várost, de mivel a garancia a polgárokra nem terjedt ki, ő ezt visszautasította. 539 márciusának végére éhező katonái rákényszerítették, hogy belemenjen az alkuba. A gótok a katonákat valóban megkímélték, de a civileket közül sok ezret lemészároltak, a többit rabszolgasorba taszították, a várost pedig lerombolták. Prokopiosz szerint 300 ezer embert gyilkoltak le, de ez nyilvánvaló túlzás.

### Frank beavatkozás
A mediolanumi katasztrófa után Narszész visszahívták és Belisarius maradt az itáliai erők csorbítatlan tekintélyű főparancsnoka. Vitiges követeket küldött a perzsa királyhoz, I. Huszrauhoz és igyekezett rávenni, hogy most, hogy a bizánci erők nyugaton vannak lekötve, újítsa fel a nemrég lezárt háborúját Konstantinápollyal. Belisarius a gótok fővárosát, Ravennát tűzte ki célul, de háta biztosítására előbb el kellett foglalnia Auximum és Faesulae (Fiesole) erődjeit. Martinus és Ióhannész feltartotta a Pón átkelni szándékozó gót fősereget, Belisarius ostrom alá vette Auximumot, Iusztinosz pedig Faesulaet. Eközben I. Theudebert király vezetésével nagy frank sereg vonult be Itáliába, ahol találkoztak a Po két oldalán táborozó gótokkal és bizánciakkal. A gótok szövetségesként üdvözölték őket és igen meglepődtek, mikor azok rájuk támadtak és megfutamították őket. A frankok ezután a bizánciakra támadtak és visszakergették őket Toszkánába. A fosztogató frankok között azonban vérhasjárvány tört ki és hamarosan visszavonultak az Alpokon túlra. Belisarius folytatta a városok ostromát, amelyek 539 októberében és novemberében kénytelenek voltak kapitulálni.

### Ravenna elfoglalása

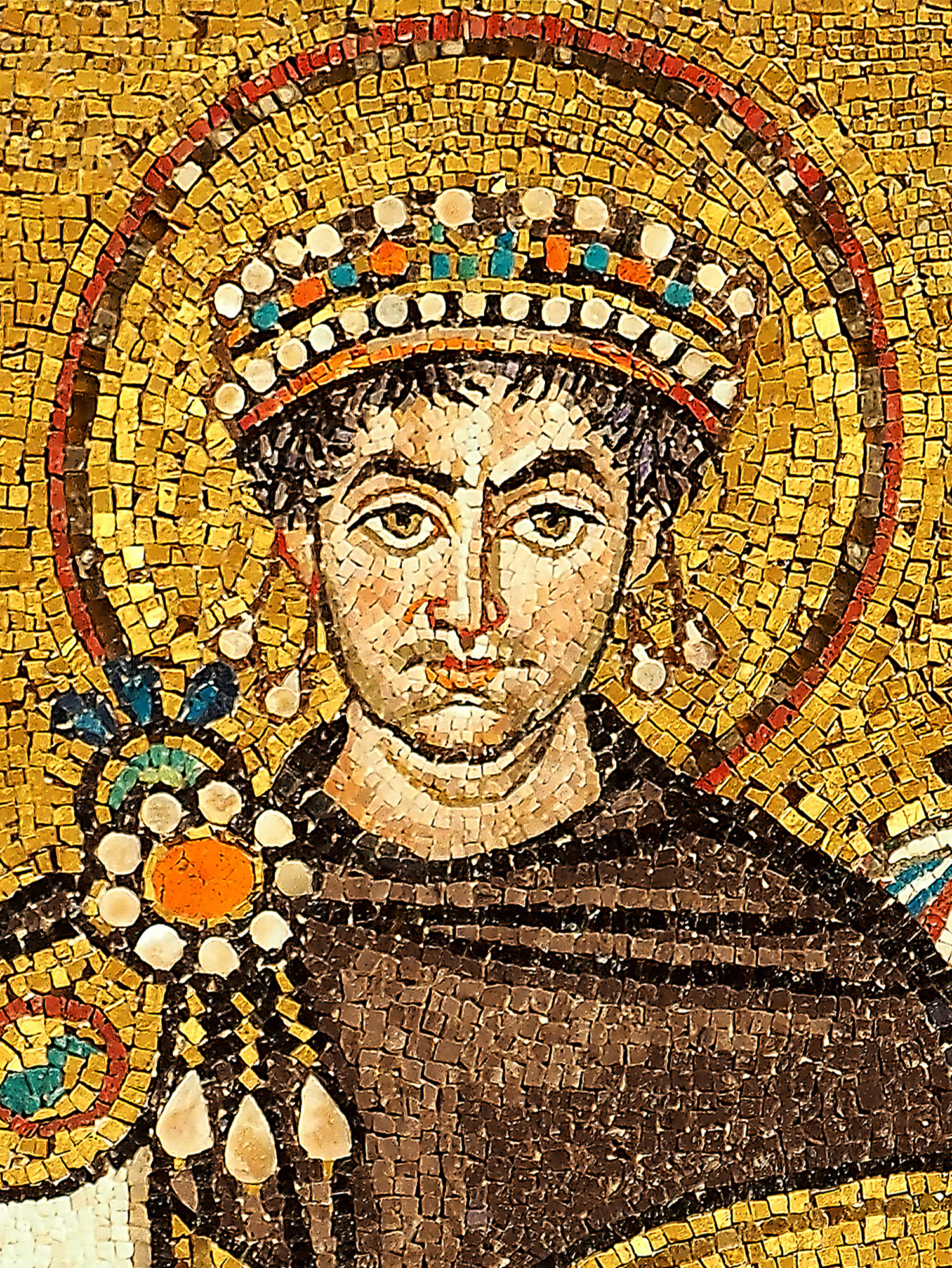
Iusztinianosz a ravennai Basilica San Vitale mozaikján

Belisarius ezután Ravenna felé indult, ehhez Dalmáciából erősítést hozott és a bizánci flotta a tenger felől is elvágta a várost az utánpótlástól. Vitigeshez frank követek érkeztek hogy tárgyaljanak egy esetleges szövetségről, de az előző év eseményei után már nem bíztak a frankokban. Röviddel ezután Iusztinianosz is követséget küldött az osztrogót királyhoz, amelyben meglepően enyhe feltételekkel kínált békét és a Pótól északra eső területeket meghagyta volna a gótoknak. A császár nagylelkűségének oka az volt, hogy keleten kiújult a perzsa háború. Vitiges el is fogadta volna a feltételeket, de Belisarius főtisztjei tanácsának ellenére megtagadta a szerződés aláírását, mert úgy vélte, hogy egy ilyen békével elárulná azt a célt, amiért évek óta harcolnak. A gótok ekkor felajánlották neki, hogy nyugatrómai császárrá koronázzák, amit Belisarius látszólag el is fogadott. 540 májusában seregével bevonult Ravennába, amelyet Iusztinianosz nevében vett birtokba. A várost nem fosztották ki, a gótok személyét és vagyonát tiszteletben tartották. Számos gót kézen lévő északi város is megadta magát, de mások, mint Ticinum (amelyet Uraias tartott) vagy Verona (amelynek Ildibad volt a kormányzója) továbbra is ellenállt. A császár ezután hazahívta Belisariust (akire már korábban is gyanakodott, hogy uralkodói babérokra törekszik és a császári korona névleges elfogadása nem enyhítette aggodalmait), aki magával vitte Konstantinápolyba Vitiges királyt, a rokonait, valamint a gót kincstárat. Ezúttal – nem úgy mint a vandál háború után – nem tarthatott diadalmenetet és sietve elküldték a perzsák elleni háborúba. Vitiges patríciusi rangot és birtokot kapott, ahová visszavonulhatott. A foglyul ejtett gótokat besorozták a keleti seregekbe.

## Gót feltámadás (541–551)

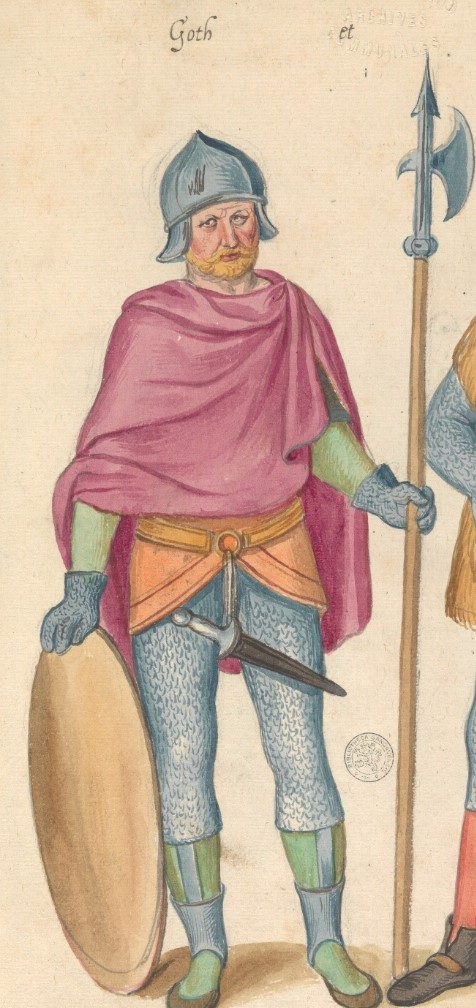
Gót harcos 16. századi ábrázolása

### Ildibad és Eraric uralma
Belisarius távozásakor Itália nagy része bizánci kézen volt, de a Pótól északra Pavia (melyből az Osztrogót Királyság új fővárosa vált)) és Verona továbbra is a gótoké maradt. Vitiges helyett Uraias javaslatára Ildibadot választották királyukká és és ismét uralmuk alá vonták Venetiát és Liguriát. Iusztinianosz nem jelölt ki újabb főparancsnokot az itáliai csapatok élére, a bizánci katonák egyre fegyelmezetlenebbé váltak, fosztogattak. A súlyos adók bevezetésével a császár rohamosan vesztette el támogatását az itáliai lakosság körében. Ildibad Trevisónál legyőzte a Vitalius vezette bizánciakat. Megölette Uraiast (állítólag a felesége felbujtására aki szerint Uraias felesége túlságosan tékozló életmódot folytatott), aztán pedig 541 májusában saját gepida testőre személyes bosszúból egy lakomán meggyilkolta. Megfelelő jelölt hiányában a gótok szövetségesei, a rugiak rávették őket, hogy fogadják el uralkodóul saját királyukat, Eraricot. Eraric tárgyalásokat kezdett Iusztinianosszal, amit a gótok úgy értelmeztek hogy titokban el akarja nekik adni az országukat. Felajánlották a koronát Ildibad unokaöccsének, Totilának, aki csak akkor vállalta a feladatot, ha előtte Eraricot elteszik láb alól. 541 őszén Eraricot meggyilkolták és Totilát királlyá kiáltották ki.

### Gót sikerek

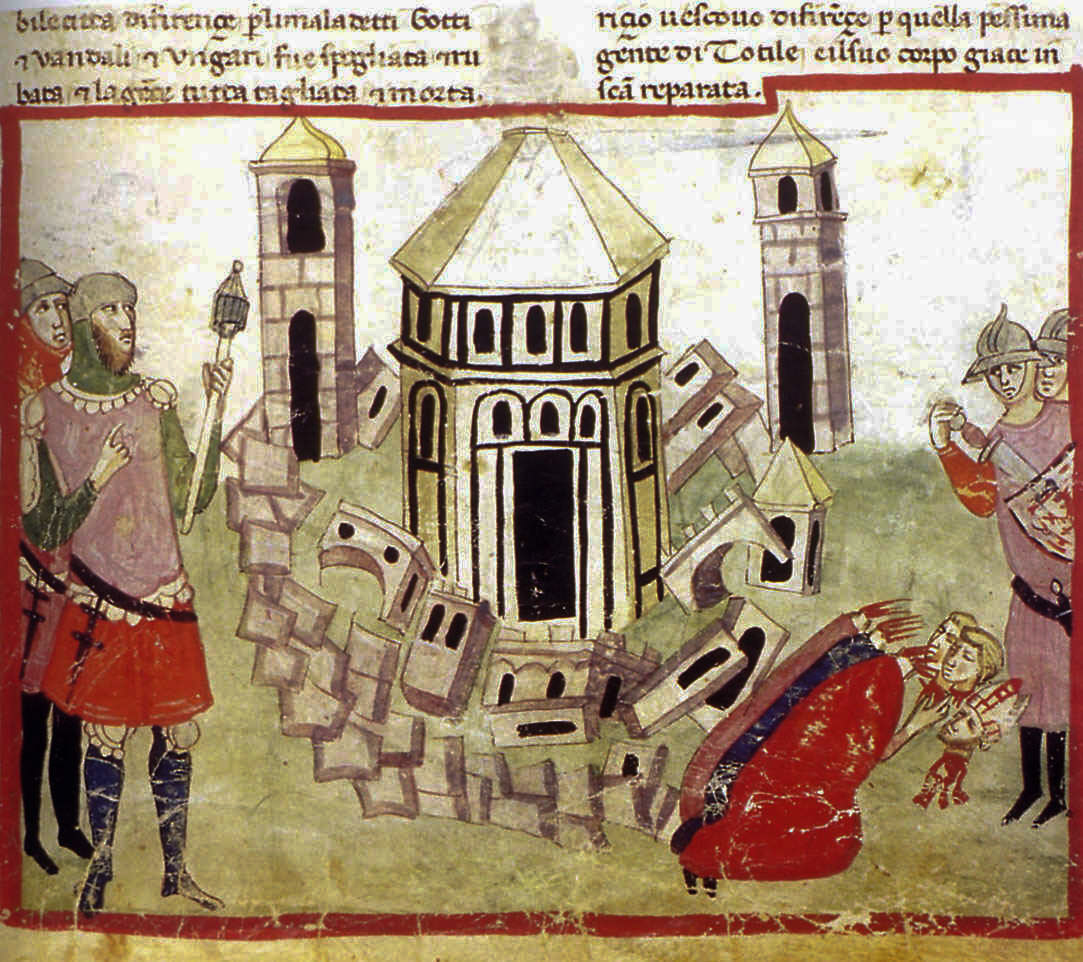
Totila lerombolja Firenze falait (miniatúra a Villani-krónikából)

A gótoknak több tényező is a kezére játszott. A Bizánci Birodalmat szörnyű pestisjárvány pusztította; a perzsa háború miatt a bizánciak csapataik javát keletre irányították; az itáliai bizánci hadvezérek inkompetensnek bizonyultak és széthúzás uralkodott soraikban. Totila az utóbbinak köszönhette első jelentős sikerét. Iusztinianosz sürgetésére Kósztantinianosz és Alexandrosz hadvezérek közösen vonultak Veronához és ostrom alá vették a várost. Árulás révén sikerült is elfoglalniuk az egyik kaput, de aztán a támadás helyett veszekedni kezdtek a várható zsákmány elosztásán. Ezalatt a gótok visszafoglalták a kaput és a bizánci katonák egy része csapdába esett a városban. A visszavonuló fősereget Faventiánál ötezer emberével megtámadta és megsemmisítette. Ezután ostrom alá vette Firenzét. Ióhannész, Besszasz és Cyprianus hadvezérek a város felmentésére siettek, de mucelliumi csatában döntő vereséget szenvedtek a kisebb létszámú gótoktól.

### Dél-Itália

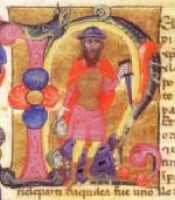
Totila, az osztrogótok királya

Totila ezután Rómát kikerülve Dél-Itáliába vonult, ahol a városokban csak gyenge helyőrségek állomásoztak és sorra adták meg magukat. A vidék nagy része hamarosan a kezére került, csak néhány bizánci erősség maradt meg, többnyire a tengerparton. A megszállt városok falait többnyire lerombolta, mert katonái kis létszáma miatt megtartani nem tudta őket és nem akarta hogy az ellenség felhasználhassa azokat. Totila a lakosságot is megpróbálta a maga oldalára állítani és humánusan bánt a hadifoglyokkal, így a bizánci katonák hajlamosabbak voltak megadni magukat, mint kitartani a végsőkig. Amikor 543 tavaszán több hónapos ostrom után elfoglalta Nápolyt, hagyta szabadon elvonulni a bizánci védőket, az éhező lakosoknak pedig ételt osztott. Ezután békét kért Iusztinianosztól, de a császár elutasította. Levelét több példányban kifüggesztette Rómában, remélve hogy az ottani lakosság fellázad és kikergeti a bizánciakat; de csalódnia kellett. Északra vonult és előkészítette Róma ostromát.
544-ben Iusztinianosz ötéves fegyverszünetet kötött a perzsákkal és visszaküldte Belisariust Itáliába. Teljesen továbbra sem bízott benne és csak négyezer katonát bocsátott a rendelkezésére. Belisarius visszafoglalta Dél-Itália nagy részét, de csapatok és utánpótlás hiányában nem tudta felmenteni az ostromlott Rómát. Besszasz, a város parancsnoka alaposan felsrófolta a gabona árát, így a szegény rómaiak Prokopiosz szerint csak korpát, csalánt, kutyát, egeret és végül "egymás ürülékét" ették. A Rómából Szicíliába hurcolt Vigilius pápa Syracusából küldütt néhány gabonával megrakott hajót, de a Tiberis torkolatánál a gótok elfogták őket. Belisarius tett egy kétségbeesett próbálkozást a város felmentésére, de kapitányai megbízhatatlansága miatt végül visszaverték őket. 546. december 17-én éjszaka áruló bizánci katonák segítségével a gótok éjszaka felmásztak a falakra és kinyitották a Porta Asinariát, így Totila több mint egy éves ostrom után bevonult Rómába. Kifosztotta a várost és állítólag teljesen le akarta rombolni, hogy birkalegelő legyen a helyén, de Belisarius levele miatt megváltoztatta a szándékát és csak a falak harmadát rontotta le. Aztán átvonult Apuliába.
Négy hónappal később, 547 tavaszán Belisarius visszafoglalta Rómát és sietősen helyreállította a megrongált falakat "minden rend nélkül egymásra rakva a köveket". Totila hamarosan visszatért és megrohamozta a falakat, de visszaverték. Belisarius csekély erőivel nem tudta kihasználni az előnyét és nem mozdult; hamarosan kérte is hogy hívják vissza Konstantinápolyba. 
Totila eközben több várost elfoglalt, többek között Perugiát. 549-ben visszatért Rómához, amelyet 3 ezer bizánci katona makacsul védett és parancsnokuk, Diogenész nagy mennyiségű élelmiszert halmozott fel, a városon belül pedig búzát vettetett. A gótoknak sikerült megvesztegetniük a helyőrség egy részét, akik kinyitották számára a Porta Ostiensis. A gótok minden férfit legyilkoltak a városban, csak a nőket hagyták életben; a környező utakon pedig lesben álltak, hogy elfogják és megöljék a menekülőket.

## A második bizánci hadjárat (551–554)

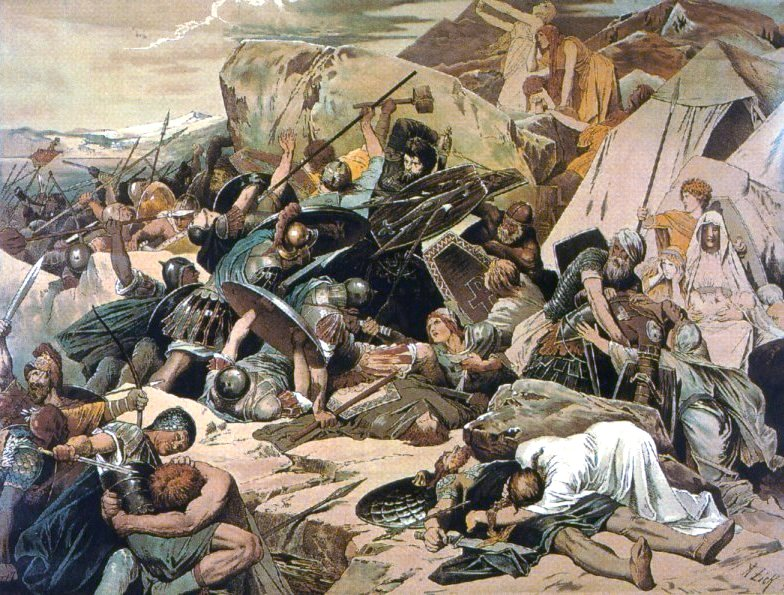
A Mons Lactarius-i csata (Alexander Zick képe)

Iusztinianosz 550-ben nagy, 20-25 ezres sereget gyűjtött össze a háború lezárására. Ez a bizánci katonákon kívül főleg longobárd, herul és bolgár zsoldosokból állt. Élére a császár unokatestvérét, Germanoszt állították, majd miután váratlanul meghalt, 551-ben Narszészt bízták meg a hadjárat lebonyolításával. A következő év tavaszán a dalmáciai Salonából indult meg az Adria partja mentén Itáliába. Ancona után bekanyarodott a félsziget belseje felé, hogy a Via Flaminián haladva elérje Rómát. Taginae közelében Totila elállta az útját, de mivel létszámban jelentősen elmaradt a bizánciaktól, cselből tárgyalásokat kezdeményezett, de titokban meglepetésszerű támadást készített elő. Az óvatos Narszész azonban erős védelmi pozíciót foglalt el. Mikor erősítést kapott, Totila támadott és lovasságával megpróbálta áttörni a bizánciak derékhadát. A rohamot azonban megállították és estére az osztrogótok megfutamodtak; menekülés közben Totilát is megölték. Róma gót helyőrsége rövid ostrom után megadta magát. 552 októberében vagy 553 tavaszán a Mons Lactarius-i csatában Narszész a maradék gót csapatokat és újonnan megválasztott királyukat, Teiát is legyőzte.

A Bizánci Birodalom terjeszkedése 527 és 565 között

Hamarosan azonban újabb barbar fenyegetéssel kellett szembenéznie: 553 elején mintegy 30 ezer frank és alemann tört be Észak-Itáliába és elfoglalták Parmát. Megfutamították a bizánci szövetséges herulokat és a maradék észak-itáliai gótok csatlakoztak hozzájuk. Narszész szétosztotta csapatait Közép-Itália városaiba és Rómában telelt. A frankok két részre osztották járványoktól tizedelt csapataikat. A keleti végigfosztogatta Apuliát, majd visszaindult északnak, de közben a bizánciak szétszórták az utóvédjüket és megszerezték a gyűjtött zsákmányt. A nyugati frank sereget Narszész a volturnusi csatában teljesen megsemmisítette. A Nápoly-közeli Campsában 7 ezer gót elsáncolta magát és csak 555-ben adták meg magukat. A Pótól északra lévő városok közül sok továbbra is gót vagy frank kézen maradt; a legutolsók, Verona és Brixia csak 562-ben kapituláltak. Pokopiosz szerint a megmaradt barbarok ezentúl békében élhettek Itáliában a császár alattvalójaként.

## Következmények

Itália 575-ben (a bizánci területek narancssárgával jelölve)

Egyes történészek szerint Konstantinápoly pürrhoszi győzelmet aratott Itáliában, és a beleinvesztált erőforrásoknak nagyobb hasznát vehette volna a balkáni és keleti határain jelentkező súlyobb fenyegetésekkel szemben. 517-től kezdve a pogány szlávok és lovasnomád kutrigurok rendszeresen dúlták a Dunától délre eső provinciáikat. Egy évszázaddal később a szlávok és az avarok elfoglalták Dalmáciát, Macedóniát, Trákiát és Görögország nagyobb részét. Mások a birodalom későbbi gyengeségét nem katonai kalandjainak, hanem az először jelentkező és rendkívül pusztító pestisjárványnak tulajdonítják, amely a gót háború idején a lakosság negyedét vitte el és aláásta az állam katonai és gazdasági erejét. 
Itália nagy városait elpusztította a háború. Lakosaik elhagyták őket és a félsziget hosszú időre recesszióba került. Itália népének nyomora és a kiürült bizánci kincstár lehetetlenné tette a hódítás megtartását. Iusztinianosz 565-ös halála után alig három évvel a félsziget nagy része a germán longobárdok kezére került, csak a közép-itáliai Ravennai Exarchátus maradt bizánci kézen. A gót háborút követően a császároknak fel kellett adniuk nyugati ambícióikat. Róma még jó ideig a kezükön maradt, míg az exarchátust 751-ben el nem foglalták a longobárdok és csak néhány dél-itáliai kikötőváros maradt keletrómai uralom alatt.
A longobárd hódítást követően Itália politikai egysége, amely azóta fennállt, hogy a rómaiak meghódították a félszigetet és még az Osztrogót Királyság idejében is fennmaradt, hosszú időre, egészen a 19. századi olasz egyesítésig megszűnt.
A háború pusztításai, a gótok és bizánciak megtorlásai, a súlyos adók megváltoztatták az itáliaiak identitását. Míg korábban Konstantinápolyt Róma utódjának érezték és lojálisak voltak a császárhoz, ezt követően elfordultak tőle és sokkal inkább vallási közösségükhöz, városukhoz, családjukhoz kötődtek.

## Fordítás
- Ez a szócikk részben vagy egészben  a   Gothic War (535–554) című angol Wikipédia-szócikk ezen változatának fordításán alapul.  Az eredeti cikk szerkesztőit annak laptörténete sorolja fel. Ez a jelzés csupán a megfogalmazás eredetét és a szerzői jogokat jelzi, nem szolgál a cikkben szereplő információk forrásmegjelöléseként.